# Фомичёва, Ольга Евгеньевна
Фомичёва Ольга Евгеньевна (Пустой шаблон {{ВД-Преамбула}} ) — украинская оперная певица (сопрано), заслуженная артистка Украины (2016).

## Биография
Окончила Криворожское музыкальное училище по специальности дирижёр хора.
В 1999 году окончила Криворожский педагогический университет, факультет музыкальной педагогики.
В 2003 году окончила Национальную музыкальную академию Украины имени П. И. Чайковского (класс Зои Христич).
С 2003 года — солистка оперной студии Национальной академии Украины имени П. И. Чайковского, с 2004 года — солистка Киевского муниципального театра оперы и балета для детей и юношества. С 2005 года — солистка Национальной оперы Украины.
С 2018 года преподаёт в Киевском национальном университете культуры и искусств.

## Творческая деятельность
Сотрудничала с режиссёрами Хуго де Ана, Петар Селен, Итало Нунциата и дирижёрами Франческо Роза, Серхио Кульман, Владимиром Сиренко и другими.
Гастролировала в Испании, Португалии, США, Литве, Латвии, Эстонии, Азербайджане, России, Голландии, Франции, Швейцарии, Японии и других странах.

## Награды
- Лауреат всеукраинского конкурса «Новые имена Украины» (2001);
- Гран-при международного конкурса «Искусство ХХІ ст.» (2004, Украина, Ворзель);
- 2-я премия международного конкурса вокалистов «Алчевский—дебют» (2007, Украина, Харьков);
- 3-я премия международного конкурса вокалистов имени Ондина Отта (2008, Словения, Марибор);
- 3-я премия международного конкурса вокалистов (2009, Италия, Алькамо);
- Диплом IV Международного музыкального конкурса имени Н. Лысенко (2007, Украина, Киев) — за лучшее исполнение сочинений М. Н. Лысенко;
- Премия Migliore voce femminile IV Международного конкурса D'uchi d'Acquaviva (2008, Италия, Атри).